# Prozesslandkarte
Die Prozesslandkarte ist die oberste Ebene der Prozessarchitektur und eine grafische Übersicht die aus modellierten, in Kern-, Management- und Unterstützungsprozesse gegliederten Prozessen entsteht. Sie ist im Prozessmanagement als Teil des Qualitätsmanagements einzuordnen.

## Nutzenaspekte

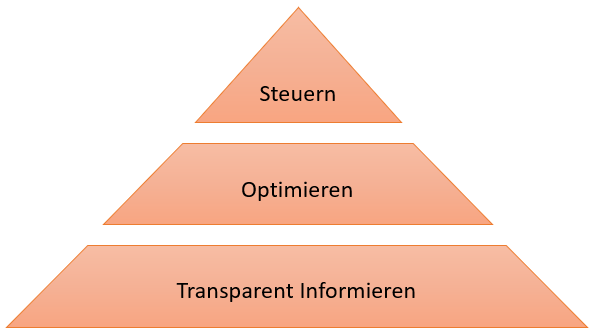
Pyramidaler Aufbau der Nutzenaspekte einer Prozesslandkarte

Die Nutzenaspekte der Prozesslandkarte sind pyramidal aufgebaut und bestehen in der Basis aus der operativen Ebene, darauf aufbauend auf der taktischen- und der strategischen Ebene.

### Information und Transparenz
Die Prozesslandkarte dient als Informationselement und ermöglicht beispielsweise neuen Mitarbeitern einen transparenten Einblick in die Prozessarchitektur eines Unternehmens. Im Wesentlichen kann diese Ebene auch als Navigationsinstrument bezeichnet werden. Sie ist der Wegweiser, der den Weg ebnet auf der Prozesslandkarte zielgerichtet zu suchen. Der hierarchische Aufbau der gesamten Prozessarchitektur erleichtert das Verständnis der Prozess- und Unternehmensstrategie.

### Optimierung
Aufbauend auf Information und Transparenz, wird in der nächsten Ebene die Aufgabe der Optimierung beschrieben. Die Prozesslandkarte ermöglicht es, prozessübergreifende Optimierungspotentiale zu erkennen. Dadurch sollen bestehende Prozesse vereinheitlicht und harmonisiert werden. Ähnliche Prozesse werden verknüpft und inkohärente neu platziert. Diese Ebene schafft eine klare Zuordnung. Die Prozessgestaltung findet sich in der Struktur der Prozesslandkarte wieder.

### Steuerung
Die Steuerung ist in der strategischen Ebene angesiedelt. Die Unterstützung durch das Organigramm ergänzt die Prozesslandkarte um die Möglichkeit Verantwortliche für die jeweiligen Prozesse zu bestimmen. Das Zusammenspiel o. g. Elemente gewährt die Erfassung prozessspezifischer Key Performance Indicator die als Managementinstrument fungieren. Die Prozesslandkarte schafft dadurch ein überschaubares und umfassendes Prozessmanagementsystem mit definierten Kennzahlen und Messgrößen.

## Aufbau einer Prozesslandkarte

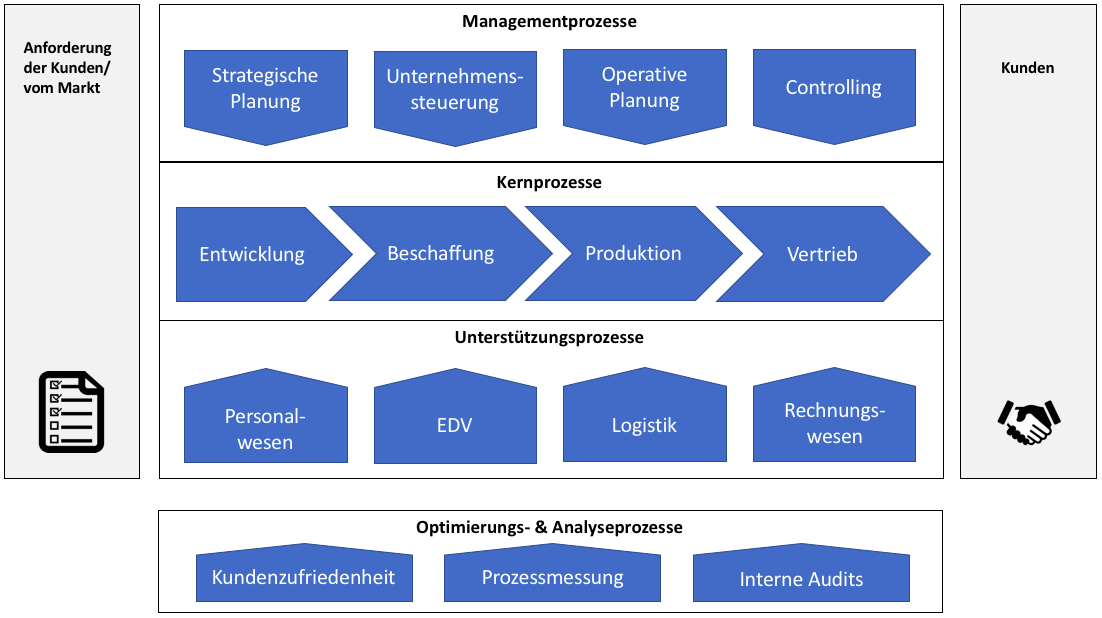
Beispiel Prozesslandkarte

Eine Prozesslandkarte als Managementinstrument zur Führung und Gestaltung einer Unternehmung funktioniert nur, wenn die Nutzenaspekte bereits bei der Abbildung der einzelnen Prozesse und später beim Erschließen einer gesamten Prozesslandschaft berücksichtigt werden. Die weitere Selektion in Kern- Management- und Unterstützungsprozesse macht die Prozesslandkarte für jedes Unternehmen individuell. Zwar sind branchenübliche Standards vorhanden, jedoch entwickelt eine Prozesslandkarte ihr volles Potential erst, wenn sie bis in das kleinste Detail auf das Unternehmen angepasst ist. Erst dann kann sie als transparente, interne Kommunikation der Unternehmensstrategie Mitarbeitern helfen, Prozesszweige und Wechselwirkungen entlang der Wertschöpfungskette zu erkennen und einzuordnen.